# 엥긴 귀나이든

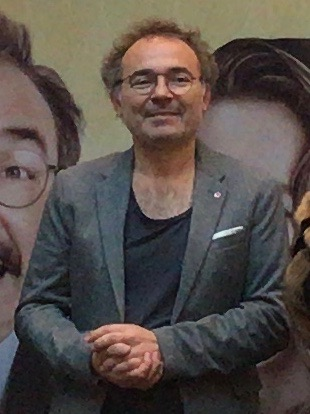
2017년의 귀나이든

엥긴 귀나이든(튀르키예어: Engin Günaydın, 1972년 1월 29일~)은 튀르키예의 배우, 각본가이다.

## 작품 목록

### 영화
- 아일레 아라슨다 (2017년)
- 인사이드 (2012년)
- 비비엥 (2009년)
- 타크바 (2006년)
- 토스 업 (2004년)
- 고라 행성의 불청객 (2004년)
- 운명 (2001년)